# Municipalità distrettuale di Gert Sibande
La municipalità distrettuale di Gert Sibande (in inglese Gert Sibande District Municipality) è un distretto della provincia di Mpumalanga e il suo codice di distretto è DC30.
La sede amministrativa e legislativa è la città di Secunda e il suo territorio si estende su una superficie di 31.845 km².

## Geografia fisica

### Confini
La  municipalità distrettuale di Gert Sibande confina a nord con quelle di Nkangala e Ehlanzeni, a sudest con quella di Zululand (KwaZulu-Natal), a sud con quella di Amajuba (KwaZulu-Natal), a sudovest con quella di Thabo Mofutsanyane (Free State), a ovest con quelle di Fezile Dabi (Free State) e Sedibeng (Gauteng) e a est con lo Swaziland.

### Suddivisione amministrativa
Il distretto è suddiviso in 7 municipalità locali:
- Albert Luthuli
- Msukaligwa
- Mkhondo
- Pixley ka Seme
- Dipaleseng
- Govan Mbeki
- Lekwa